# 田知本爱
田知本爱（日语：／ Tachimoto Megumi，1989年1月27日—），日本女子柔道运动员。她曾代表日本参加2010年亚洲运动会柔道比赛，获得一枚铜牌。她也曾在2009年夏季世界大学生运动会上获得金牌。